# Aleksandr Sergeyevich Yakovlev

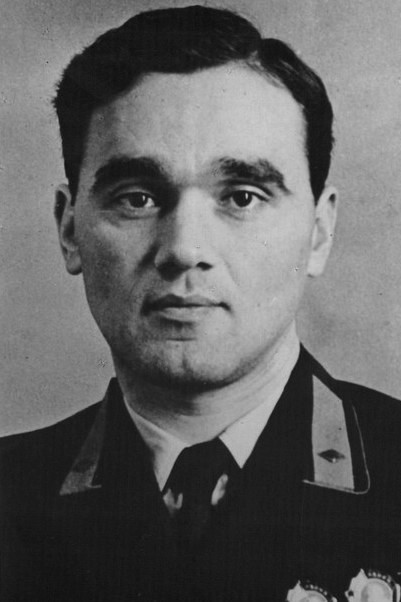
Ảnh Aleksandr Sergeyevich Yakovlev

Aleksandr Sergeyevich Yakovlev (tiếng Nga: Алекса́ндр Серге́евич Я́ковлев; 1 tháng 4 năm 1906 [19 tháng 3 lịch cũ] – 22 tháng 8 năm 1989) là nhà thiết kế máy bay của Liên Xô, Thượng tướng không quân (1946), viện sĩ viện hàn lâm Liên Xô (1976), 2 lần anh hùng lao động (1940, 1957), 6 lần được tặng giải thưởng Stalin (1941, 1942, 1943, 1946, 1947, 1948), giải thưởng Lê Nin (1971) và giải thưởng quốc gia Liên Xô (1977).